# استیو فوربز
مالکوم استیون «استیو» فوربز، جونیر (انگلیسی: Malcolm Stevenson Forbes Jr؛ زادهٔ ۱۸ ژوئیهٔ ۱۹۴۷) سردبیر آمریکایی و فرزند ناشر قدیمی فوربز، ملکوم فوربز، و نوه بنیانگذار این نشریه، بی.سی. فوربز است. وی دو بار نامزد ریاست جمهوری آمریکا از حزب جمهوری‌خواه بوده‌است. وی سردبیر مجله کسب‌وکار فوربز و مدیرعامل شرکت فوربز است. ۲۰ سال ریاست او بر این مجله با افول انتشار آن و امپراتوری خانوادگی فوربز همزمان بوده‌است.